# Bowmaniella bacescui
Bowmaniella bacescui är en kräftdjursart som beskrevs av Brattegard 1970. Bowmaniella bacescui ingår i släktet Bowmaniella och familjen Mysidae. Inga underarter finns listade i Catalogue of Life.